# Wilhelm Pinder
Wilhelm Pinder, född 25 juni 1878 i Kassel, död 13 maj 1947 i Berlin, var en tysk konstforskare.
Wilhelm Pinder verkade från 1911 som professor i konsthistoria i Darmstadt, Breslau, Strassburg, Leipzig och från 1927 i München. Bland hans ofta av originella synpunkter präglade skrifter märks Deutsche Dome des Mittelalters (1910), Mittelalterliche Plastik Würzburgs (1911, 2:a upplagan 1924), Deutsche Barock (1912), Die Deutsche Plastik vom ausgehenden Mittelalter bis zum Ende der Renaissance (2 band, 1914–1928), Die deutche Plastik des 15. Jahrhunderts (1924), Der Naumburger Dom und Seine Bildwerke (tillsammans med Walter Hege, 1925), Der Deutsche Plastik des 14. Jahrhunders (1925), Das Problem der Generation (1927, 2:a upplagan 1928) samt Der Bamberger Dom und Seine Bildwerke (tillsammans med Walter Hege, 1925).
I augusti 1934 publicerades ett upprop formulerat av Joseph Goebbels i NSDAP:s partiorgan Völkischer Beobachter. I korthet handlade detta om att offentligt visa Führern sin trohet. Det var undertecknat av namnkunniga författare, bildkonstnärer, konsthistoriker, arkitekter, skådespelare, musiker och tonsättare. Bland dem fanns Wilhelm Pinder.